# Hans-Peter Engels
Hans-Peter Engels (* 1966 in Giengen an der Brenz) ist ein deutscher Koch.

## Werdegang
Nach dem Abitur und Bundeswehr studierte Engels sechs Semester Betriebswirtschaftslehre und absolvierte dann eine Koch-Ausbildung in Mainz.
1993 wechselte er zum Restaurant Ente im Hotel Nassauer Hof Wiesbaden (ein Michelinstern), 1995 zur Residenz bei Heinz Winkler in Aschau (drei Michelinsterne), 1996 zum Restaurant Tristan auf Mallorca und 1997 zum Hotel Traube Tonbach in Baiersbronn.
1999 wurde er Küchenchef im Restaurant Orangerie in Völklingen; das mit einem Michelinstern ausgezeichnet wurde. 2000 wurde Küchenchef im Restaurant Haerlin im Hotel Vier Jahreszeiten in Hamburg, das ebenfalls mit einem Michelinstern gekürt wurde. 2002 wechselte er zum Restaurant La Vie im Haus Tenge in Osnabrück, das auch mit einem Michelinstern ausgezeichnet wurde.
2006 machte er sich mit dem Restaurant Tatort Engels selbstständig.

## Auszeichnungen
- Ein Michelinstern für das Restaurant Orangerie in Völklingen[1]
- Ein Michelinstern für das Restaurant Haerlin in Hamburg[3][4]
- Ein Michelinstern für das Restaurant La Vie in Osnabrück[5][6]